# 시바시

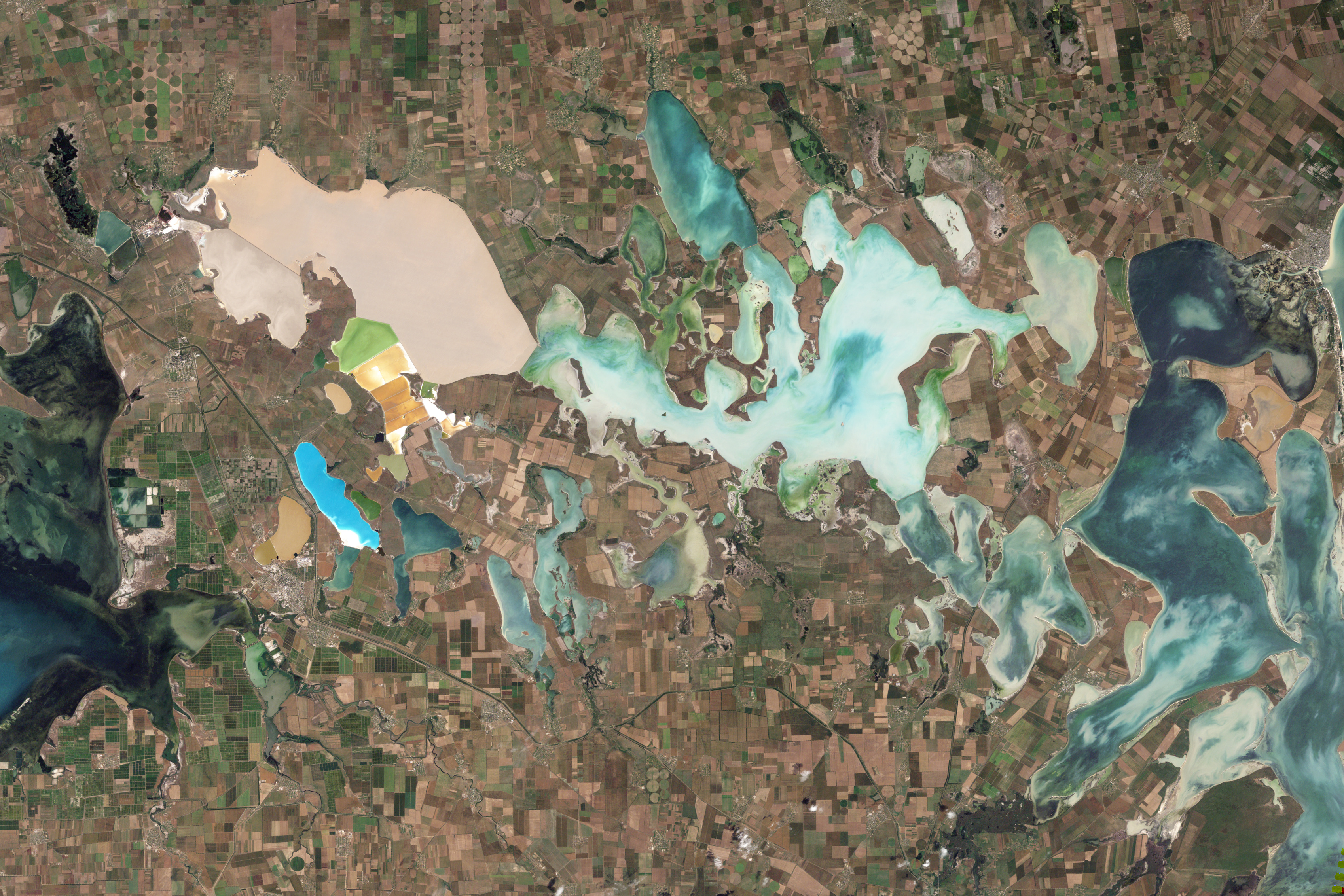
시바시의 위성 사진

시바시(러시아어: Сиваш, 우크라이나어: Сиваш, 크림 타타르어: Sıvaş / Сываш)는 우크라이나 본토와 크림반도 사이의 아조프해 서부 연안에 펼쳐진 갯벌로 길이는 200km, 넓이는 35km, 면적은 2,560km2, 평균 수심은 0.5 ~ 1m, 최대 수심은 3m, 염도는 22 ~ 87‰이다.
시바시는 크림 타타르어로 "진흙"을 뜻한다. "썩은 바다", "부패한 바다"라는 뜻을 가진 부해(腐海, 러시아어: Гнилое Море, 우크라이나어: Гниле Море, 크림 타타르어: Çürük Deñiz / Чюрюк Денъиз)라고 부르기도 한다.